# Marta Piwińska
Marta Zofia Piwińska-Tarn (ur. 1937) – polska literaturoznawczyni, eseistka i krytyczka teatralna.
Absolwentka filologii polskiej na Uniwersytecie Warszawskim. Profesor nauk humanistycznych od 1995. Długoletnia pracowniczka naukowa Instytutu Badań Literackich PAN. Autorka wielu publikacji na temat polskiej literatury romantycznej. Za książkę Wolny myśliwy. Osiem prób czytania Mickiewicza nominowana do Nagrody Literackiej „Nike” 2004.

## Książki
- Legenda romantyczna i szydercy (Państwowy Instytut Wydawniczy, Warszawa 1973)
- Złe wychowanie. Fragmenty romantycznej biografii (Państwowy Instytut Wydawniczy, Warszawa 1981)
- Juliusz Słowacki od duchów (Wydawnictwo PEN, Warszawa 1992)
- Wolny myśliwy. Osiem prób czytania Mickiewicza (Słowo/obraz terytoria, Gdańsk 2003)
- Złe wychowanie. Fragmenty romantycznej biografii (Słowo/obraz terytoria, Gdańsk 2005)